# Gürkan Uygun
Gürkan Uygun (* 27. Mai 1974 in İzmit) ist ein türkischer Schauspieler mit Herkunft aus der Volksgruppe der Georgier. Uygun ist vor allem durch seine langjährige Rolle als Memati Baş in der Serie Tal der Wölfe bekannt geworden, mit der er bis heute immer wieder in Verbindung gebracht wird.

## Leben

### Karriere
1990 begann Uygun Theater zu spielen. 1993 zog er nach Istanbul und nahm Schauspielunterricht am Dormen-Theater, wo er anschließend auch in verschiedenen Stücken spielte. 1994 bekam er Rollen in Fernsehsendungen und Filmen, ohne auf größere Resonanz zu stoßen. Sein  Durchbruch kam mit seiner Rolle des Memati Baş, der rechten Hand des Protagonisten Polat Alemdar (gespielt von Necati Şaşmaz) in der Fernsehserie Tal der Wölfe. Auch bei den zwei Kino-Verfilmungen der Sendung spielte er mit. Mit dem Tod der Figur Memati schied Uygun aus der Sendung aus.
2016 übernahm er die Hauptrolle des Orhan Yarımcalı in der Fernsehsendung Kehribar.

### Privates
Uygun kam als eines von insgesamt fünf Geschwistern einer Arbeiterfamilie in Izmit zur Welt, seine Eltern stammen aus Sakarya. Er schloss das Lise ab, anschließend studierte er Schauspiel am Konservatorium der Istanbuler Universität und schloss das Studium erfolgreich ab. 
Er ist seit 2008 mit Şebnem Uygun verheiratet und hat eine Tochter, die den Namen Mihriban Balım trägt und einen Sohn mit dem Vornamen Ateş.

## Filmografie
| - 1994: Kaygısızlar - 1995: Tatlı Kaçıklar - 1997: Son Kumpanya - 1998: Affet Bizi Hocam - 1998: Böyle Mi Olacaktı - 1999: Yılan Hikayesi - 2000: Yedi Numara - 2001: Aşkım Aşkım - 2002: Deli Yürek - 2002: Çiçek Taksi - 2003: Şapkadan Babam Çıktı - 2003–2005: Tal der Wölfe (Kurtlar Vadisi) - 2007: Tal der Wölfe – Terror (Kurtlar Vadisi Terör) - 2007–2012: Tal der Wölfe – Hinterhalt (Kurtlar Vadisi Pusu) - 2010: Halil İbrahim Sofrası - 2013: Das osmanische Imperium – Harem: Der Weg zur Macht (Muhteşem Yüzyıl) - 2013–2015: Kaçak - 2016: Kehribar - 2017: Bu Şehir Arkandan Gelecek - 2018: Mehmed Bir Cihan Fatihi - 2018: Payitaht Abdülhamid - 2020–:Uyanis Büyük Selcuklu - 2021-: Teşkilat - 1998: Hoşçakal Yarın - 1999: Fasulye - 2005: Çarpışma - 2006: Tal der Wölfe – Irak (Kurtlar Vadisi Irak) - 2011: Tal der Wölfe – Palästina (Kurtlar Vadisi Filistin) - 2013: Hititya Mangala Çarkı - 2013: Çanakkale: Yolun Sonu - 2013: Tamammıyız? - 2014: Çakallarla Dans 3: Sıfır Sıkıntı - 2014: Unutursam Fısılda - 2015: Bana Masal Anlatma - 2015: Geym of Bizans - 2015: Somuncu Baba Aşkın Sırrı - 2019: Cep Herkülü: Naim Süleymanoğlu - 1995: Yıldız Tilbe - Vazgeçtim (Im Videoclip) - 1997: Afife Jale (Dokumentation) - 2003: Turkcell Shubuo (Werbeclip) |